# Union 05 Football Club De Kayl Tétange 2010-2011
Questa voce raccoglie le informazioni riguardanti l'Union 05 Football Club De Kayl Tétange nelle competizioni ufficiali della stagione 2010-2011. 

## Rosa
| N. |                        | Ruolo | Calciatore            |
| -- | ---------------------- | ----- | --------------------- |
|    | Portogallo (bandiera)  | P     | Jorge Machado         |
|    | Polonia (bandiera)     | P     | Alain Walas           |
|    | Portogallo (bandiera)  | P     | Nelson Monteiro       |
|    | Lussemburgo (bandiera) | D     | Yannick Afoun         |
|    | Lussemburgo (bandiera) | D     | Jean-Marc Pauly       |
|    | Camerun (bandiera)     | D     | Romeo Wetie           |
|    | Portogallo (bandiera)  | D     | Patrick Tavares       |
|    | Portogallo (bandiera)  | D     | Diogo Ribeiro Pereira |
|    | Portogallo (bandiera)  | D     | Eduardo Lopes         |
|    | Lussemburgo (bandiera) | D     | Hasim Skenderovic     |
|    | Portogallo (bandiera)  | D     | Dinis Xavier De Sousa |
|    | Serbia (bandiera)      | D     | Mirza Ramcilovic      |
|    | Portogallo (bandiera)  | D     | Filipe Dias Marques   |
|    | Portogallo (bandiera)  | D     | Admar Moacyr          |

| N. |                        | Ruolo | Calciatore                      |
| -- | ---------------------- | ----- | ------------------------------- |
|    | Portogallo (bandiera)  | C     | Ricardo Ferreira                |
|    | Portogallo (bandiera)  | C     | Miguel Reisinho                 |
|    | Portogallo (bandiera)  | C     | Gilberto Correia                |
|    | Portogallo (bandiera)  | C     | Antonio Manuel Ribeiro Teixeira |
|    | Lussemburgo (bandiera) | C     | Ricardo Maia                    |
|    | Lussemburgo (bandiera) | C     | Norbert Almeida Pinto           |
|    | Francia (bandiera)     | C     | Samir Boucheraki                |
|    | Lussemburgo (bandiera) | C     | Dinis De Sousa                  |
|    | Ciad (bandiera)        | C     | Morgan Betorangal               |
|    | Polonia (bandiera)     | A     | Micael Da Fonseca               |
|    | Portogallo (bandiera)  | A     | Alberto Rodrigues               |
|    | Italia (bandiera)      | A     | Illario Deidda                  |
|    | Lussemburgo (bandiera) | A     | David Schmidt                   |